# Basankusu
Basankusu är ett territorium i Kongo-Kinshasa. Det ligger i provinsen Équateur, i den nordvästra delen av landet, 800 km nordost om huvudstaden Kinshasa.